# 탐정 이야기
《탐정 이야기》(探偵物語, Detective Story)는 일본에서 제작된 네기시 키치타로 감독의 1983년 미스터리, 멜로/로맨스 영화이다. 야쿠시마루 히로코 등이 주연으로 출연하였고 쿠로사와 미츠루 등이 제작에 참여하였다.

## 출연

### 주연
- 야쿠시마루 히로코
- 마츠다 유사쿠

### 조연
- 아키카와 리사
- 아라이 추
- 에노키 효에이
- 후지타 스스무
- 하야시야 키쿠오
- 카니에 케이조
- 카토 요시히로
- 키시다 쿄코
- 키타즈메 유키
- 스트롱 콩고
- 쿠사나기 료이치
- 미타니 노보루
- 나구모 유우스케
- 나카무라 아키코
- 사카가미 미와
- 시카우치 타카시
- 시미즈 아키히로
- 히로시 시미즈
- 야마니시 미치히로
- 자이츠 이치로

## 기타
- 원작자: 아카가와 지로